# Fingerat namn
Ett fingerat namn är ett oäkta namn vars oäkthet är offentlig. Sådana namn brukar ofta användas i intervjuer av personer som vill vara anonyma. I motsats till en pseudonym är namnet inte avsett att följa personen, annat än eventuellt i uppföljare till intervjun. Det fingerade namnet väljs oftast så att det inte skall väcka uppmärksamhet.